# Eerste klasse 1921-22 (voetbal België)
Het seizoen 1921/22 van de Belgische Eerste Klasse begon in de zomer van 1921 en eindigde in de lente van 1922. Het was het 22e officieel seizoen van de hoogste Belgische voetbalklasse. De officiële benaming destijds was Division d'Honneur of Eere Afdeeling. De competitie was dat seizoen uitgebreid tot 14 clubs, twee meer dan het seizoen voordien.
Beerschot AC haalde zijn eerste landstitel, na een testwedstrijd tegen Union Saint-Gilloise, dat toen al acht titels op zijn palmares had staan. Ondanks een kwarteeuw competitievoetbal was dit pas de eerste landstitel voor een club uit Antwerpen.

## Gepromoveerde teams
Deze teams waren gepromoveerd uit de Tweede Klasse voor de start van het seizoen:
- Standard Club Liégeois (kampioen)
- FC Malinois
- SC Anderlechtois

Omdat de Ere Afdeling uitgebreid werd met twee clubs, promoveerden drie clubs uit Tweede Klasse om het gedegradeerde Uccle Sport te vervangen.

## Degraderende teams
Deze teams degradeerden naar Tweede Klasse op het eind van het seizoen:
- RC de Gand
- FC Malinois

## Clubs
Volgende veertien clubs speelden in 1921/22 in Eerste Klasse. De nummers komen overeen met de plaats in de eindrangschikking:
| # kaart | Stam- nummer | Club                        | Plaats              | Stadion                                  | # seiz. 1e klasse |
| ------- | ------------ | --------------------------- | ------------------- | ---------------------------------------- | ----------------- |
| 1       | 13           | Beerschot AC                | Antwerpen           | Olympisch Stadion                        | 16e               |
| 2       | 10           | Union Saint-Gilloise        | Vorst               | Dudenpark (nr 7 op kaartje)              | 16e               |
| 3       | 1            | R. Antwerp FC               | Antwerpen           | terrein aan de Broodstraat op het Kiel   | 21e               |
| 4       | 6            | R. Racing Club de Bruxelles | Ukkel               | Stade du Vivier d'Oie (nr 10 op kaartje) | 22e               |
| 5       | 16           | Standard Club Liégeois      | Luik                | Sclessin                                 | 6e                |
| 6       | 12           | CS Brugeois                 | Brugge              | Stade CS Brugeois                        | 18e               |
| 7       | 24           | RC Malines                  | Mechelen            | terrein aan het Rode Kruisplein          | 5e                |
| 8       | 2            | Daring Club de Bruxelles SR | Sint-Jans-Molenbeek | Daringstadion (nr 5 op kaartje)          | 14e               |
| 9       | 3            | RFC Brugeois                | Brugge              | De Klokke                                | 20e               |
| 10      | 7            | ARA La Gantoise             | Gent                | Jules Ottenstadion                       | 4e                |
| 11      | 8            | CS Verviétois               | Verviers            | ?                                        | 12e               |
| 12      | 35           | SC Anderlechtois            | Anderlecht          | Stade Émile Versé (nr 6 op kaartje)      | 1e                |
| 13      | 11           | RC de Gand                  | Gent                | Emanuel Hielstadion                      | 8e                |
| 14      | 25           | FC Malinois                 | Mechelen            | Achter de Kazerne                        | 1e                |

## Eindstand
|   |    |                             | P  | W  | G  | V  | +  | -  | DS  | Ptn |
| - | -- | --------------------------- | -- | -- | -- | -- | -- | -- | --- | --- |
| K | 1  | Beerschot AC                | 26 | 17 | 5  | 4  | 54 | 23 | 31  | 39  |
|   | 2  | Union Saint-Gilloise        | 26 | 15 | 9  | 2  | 51 | 17 | 34  | 39  |
|   | 3  | R. Antwerp FC               | 26 | 15 | 7  | 4  | 52 | 31 | 21  | 37  |
|   | 4  | R. Racing Club de Bruxelles | 26 | 11 | 10 | 5  | 45 | 28 | 17  | 32  |
|   | 5  | Standard Club Liégeois      | 26 | 11 | 6  | 9  | 45 | 33 | 12  | 28  |
|   | 6  | CS Brugeois                 | 26 | 11 | 6  | 9  | 43 | 39 | 4   | 28  |
|   | 7  | RC Malines                  | 26 | 10 | 6  | 10 | 41 | 43 | -2  | 26  |
|   | 8  | Daring Club de Bruxelles SR | 26 | 10 | 5  | 11 | 28 | 31 | -3  | 25  |
|   | 9  | RFC Brugeois                | 26 | 9  | 7  | 10 | 39 | 42 | -3  | 25  |
|   | 10 | ARA La Gantoise             | 26 | 7  | 5  | 14 | 30 | 50 | -20 | 19  |
|   | 11 | CS Verviétois               | 26 | 6  | 7  | 13 | 27 | 47 | -20 | 19  |
|   | 12 | SC Anderlechtois            | 26 | 4  | 10 | 12 | 27 | 42 | -15 | 18  |
| D | 13 | RC de Gand                  | 26 | 5  | 7  | 14 | 27 | 47 | -20 | 17  |
| D | 14 | FC Malinois                 | 26 | 5  | 2  | 19 | 33 | 69 | -36 | 12  |

P: wedstrijden gespeeld, W: wedstrijden gewonnen, G: gelijke spelen, V: wedstrijden verloren, +: gescoorde doelpunten, -: doelpunten tegen, DS: doelsaldo, Ptn: totaal punten
K: kampioen, D: degradatie
Een beslissingswedstrijd moest uitmaken wie kampioen werd. Beerschot AC haalde de overwinning en de titel binnen:
| Wedstrijd  | Uitslag                             |     |
| ---------- | ----------------------------------- | --- |
| 27/04/1913 | Beerschot AC - Union Saint-Gilloise | 2-0 |

## Topscorers
| Scorer           | Goals | Team                        | Land     |
| ---------------- | ----- | --------------------------- | -------- |
| Ivan Thys        | 21    | Beerschot AC                | België   |
| Maurice Bunyan   | 19    | R. Racing Club de Bruxelles | Engeland |
| Ferdinand Wertz  | 19    | R. Antwerp FC               | België   |
| Frans Dogaer     | 18    | RC Malines                  | België   |
| Robert Coppée    | 14    | Union Saint-Gilloise        | België   |
| Achille Meyskens | 13    | Union Saint-Gilloise        | België   |
| Jean Dupont      | 13    | Standard Club Liégeois      | België   |
| Maurice Gillis   | 12    | Standard Club Liégeois      | België   |
| Felix Andries    | 12    | FC Malinois                 | België   |
| Henri Larnoe     | 12    | Beerschot AC                | België   |

1895/96 · 1896/97 · 1897/98 · 1898/99 · 1899/00 · 1900/01 · 1901/02 · 1902/03 · 1903/04 · 1904/05 · 1905/06 · 1906/07 · 1907/08 · 1908/09 · 1909/10 · 1910/11 · 1911/12 · 1912/13 · 1913/14 · 1914/15 · 1915/16 · 1916/17 · 1917/18 · 1918/19 · 
1919/20 · 1920/21 · 1921/22 · 1922/23 · 1923/24 · 1924/25 · 1925/26 · 1926/27 · 1927/28 · 1928/29 · 1929/30 · 1930/31 · 1931/32 · 1932/33 · 1933/34 · 1934/35 · 1935/36 · 1936/37 · 1937/38 · 1938/39 · 1939/40 · 1940/41 · 1941/42 · 1942/43 · 1943/44 · 1944/45 · 1945/46 · 1946/47 · 1947/48 · 1948/49 · 1949/50 · 1950/51 · 1951/52 · 1952/53 · 1953/54 · 1954/55 · 1955/56 · 1956/57 · 1957/58 · 1958/59 · 1959/60 · 1960/61 · 1961/62 · 1962/63 · 1963/64 · 1964/65 · 1965/66 · 1966/67 · 1967/68 · 1968/69 · 1969/70 · 1970/71 · 1971/72 · 1972/73 · 1973/74 · 1974/75 · 1975/76 · 1976/77 · 1977/78 · 1978/79 · 1979/80 · 1980/81 · 1981/82 · 1982/83 · 1983/84 · 1984/85 · 1985/86 · 1986/87 · 1987/88 · 1988/89 · 1989/90 · 1990/91 · 1991/92 · 1992/93 · 1993/94 · 1994/95 · 1995/96 · 1996/97 · 1997/98 · 1998/99 · 1999/00 · 2000/01 · 2001/02 · 2002/03 · 2003/04 · 2004/05 · 2005/06 · 2006/07 · 2007/08 · 2008/09 · 2009/10 · 2010/11 · 2011/12 · 2012/13 · 2013/14 · 2014/15 · 2015/16 · 2016/17 · 2017/18 · 2018/19 · 2019/20 · 2020/21· 2021/22 · 2022/23 · 2023/24 · 2024/25